# Antonio Campostano
Antonio Campostano (Genova, 1877 – Genova, 1965) è stato un fotografo italiano.

## Biografia
Nato da famiglia agiata, poté dedicarsi alla fotografia per puro diletto. La sua prima fotografia, scattata nel 1901, immortalava il porticciolo di Nervi.
Dal 1904, su proposta della contessa Dillon, auspice la duchessa di Uzés Mortemart, divenne membro del prestigioso Photo-Club de Paris, di cui fu corrispondente per l'Italia.
Nel 1930 entrò nell'Associazione Fotografica Ligure, di cui fu eletto presidente onorario l'anno seguente. Nel 1932 tenne la sua prima mostra fotografica personale.
Sempre negli anni trenta collaborò con il Gabinetto Fotografico Comunale. Dopo aver sposato Carmela "Lily" Matarazzo, figlia dell'imprenditore italo-brasiliano Francesco Matarazzo, soggiornò in Brasile dal 1935 al 1937.
Ritornato in patria, nel 1938 tenne la sua seconda mostra personale a Genova, a cui ne seguì, nel 1942, una presso il ridotto del teatro Carlo Felice con altri autori. Nel 1943 collaborò con il Comando dell'Esercito Italiano.
Dopo aver realizzato, fra il 1954 e 1955, un'ampia documentazione fotografica della cattedrale di San Lorenzo di Genova, nel 1959 gli viene edito il volume La cattedrale di Genova nelle fotografie d'arte di Antonio Campostano, sua prima pubblicazione, con introduzione del cardinale Giuseppe Siri.
Fu membro del Club Alpino Italiano e attivo nelle scalate sino a tarda età. Le sue fotografie e le sue attrezzature sono conservate presso l'archivio della Fondazione Ansaldo.
Nell'autunno 2013 gli sono dedicate nella sua città natale contemporaneamente tre mostre presso Palazzo Rosso, Palazzo Ducale e il museo di storia naturale Giacomo Doria.